# Гленколемкілл
Гленколемкілл (англ. Glencolmcille, також Glencolumbkille; ірл. Gleann Cholm Cille) — село в Ірландії, знаходиться в графстві Донегол (провінція Ольстер). Є частиною Гелтахта.

## Демографія
Населення — 238 людей (за даними перепису 2006 року). В 2002 році населення складало 254 людей. 
Дані перепису 2006 року:
| Загальні демографічні показники' |               |                           |                           |      |      |
| Усе населення                    | Усе населення | Зміни населення 2002-2006 | Зміни населення 2002-2006 | 2006 | 2006 |
| 2002                             | 2006          | люд.                      | %                         | чол. | жін. |
| 254                              | 238           | -16                       | -6,3                      | 120  | 118  |